# Buckeburgo
Buckeburgo (em alemão: Bückeburg) é uma pequena cidade da Baixa Saxônia, Alemanha. Já foi a capital do minúsculo principado de Schaumburg-Lippe e hoje é parte do distrito de Schaumburg nas encostas norte das montanhas Weserbergland.
O Castelo de Buckeburgo (Schloss Bückeburg) foi a residência dos Príncipes de Schaumburg-Lippe. A Família Principal ainda vive no Castelo, depois de ter abdicado do poder político em 1918. Parte do Castelo é aberta à visitação pública, local de grande interesse turístico que abriga importantes obras de arte. A construção teve início há setecentos anos, sendo que as principais contribuições foram feitas nos séculos XVI, XVII e XVIII.
O Mausoléu dos Príncipes no Parque do Castelo também é aberto ao público. Construído em 1915, em estilo neo-românico, lembra o Pantheon romano. É o maoir mausoléu privado ainda em uso do mundo. A cúpula é adornada com um impressionante mosaico dourado, o segundo maior do seu gênero, após o da Basílica de Santa Sofia.
Buckeburgo também abriga um museu de helicópteros (Hubschraubermuseum Bückeburg), que exibe primeiros desenhos de objetos voadores feitos por Leonardo da Vinci, assim como 40 helicópteros reais. A Escola de Aviação do Exército Alemão (Heeresfliegerwaffenschule) está localizada na Base Aérea de Buckeburgo.
Até recentemente, Buckeburgo tinha um número considerável de residentes britânicos, membros de um antiga guarnição militar. Lares britânicos cercavam a periferia de Buckeburgo. Hoje há poucos remanescentes (menos de 50).
O compositor Johann Christoph Friedrich Bach (1732-1795), nono filho de Johann Sebastian Bach, trabalhou na corte de Buckeburgo de 1751 até à sua morte, primeiro como um cravista e depois, (a partir de 1759) como spalla. Bach colaborou com vários textos de Johann Gottfried Herder, que era seu superintendente e pregador-chefe da corte entre 1771 a 1776.